# After Edmund
After Edmund was een Amerikaanse artrockband uit LaGrange (Georgia).

## Bezetting
- Mitch Parks (basgitaar, leadzang)
- Patty O'Mally (gitaar, zang)
- Joey West (drums, zand)
- Austin Abbott (keyboard, zang)
- Matt Yates (keyboards, zang)
- Adam Stanley (drums)
- Matt McFadden (drums, zang)
- Ben Hosey (gitaar, zang)

## Geschiedenis
De leden van After Edmund vormden in 2001 de band oorspronkelijk onder de naam Taken. Gedurende die tijd hadden ze vijf onafhankelijke publicaties: de ep Not the Typical (2002), de e-cd-single Moonlight en ARE You Listening? in 2003 en de ep Amplified (2004). De ep SA BA DE in 2005 was de laatste onafhankelijke publicatie van Taken voordat de band hun naam veranderde in After Edmund. De naam verwijst naar het personage Edmund Pevensie in de boekenreeks The Chronicles of Narnia van C.S. Lewis.
In november 2006 tekende de band bij Slanted Records en begon met opnemen voor hun eerste studioalbum tot februari 2007. Het was oorspronkelijk voorbereid voor publicatie medio 2007, maar de datum werd doorgeschoven naar februari van volgend jaar. Het album is naar verluidt dezelfde versie als de originele demo-publicatie in 2007, maar gaf Slanted Records meer tijd om After Edmund op de markt te brengen. Het album werd uiteindelijk uitgebracht onder de titel Hello op 26 februari 2008, bijna een jaar nadat de band klaar was met opnemen. Het album is geproduceerd door Scotty Wilbanks.
In juli 2008 deden ze zelfs een reeks concerten in heel Zweden ter ondersteuning van het album. Na de internationale data brachten de After Edmund-fans genoeg stemmen uit om de aandacht te trekken van Linkin Park's Projekt Revolution Tour. Op de Atlanta-datum van die tournee had After Edmund het voorrecht om te openen voor acts als Linkin Park, Chris Cornell en The Bravery. De prestatie leverde hen exposure op bij het nationaal gesyndiceerde netwerk MTV2 op. In de herfst van dat jaar opende de band voor hun vrienden in Building 429 tijdens hun Amerikaanse tournee.
Volgens de wintereditie van 2008 van de LaGrange College Columns verliet drummer Adam Stanley onlangs de band. Matt McFadden nam het over op drums en Mitch Parks wisselde naar bas. After Edmund was genomineerd voor «Beste Nieuwe Artiest» bij de Readers Choice Awards van CCM Magazine. Als gevolg van hun positieve ontvangst werden ze in februari en maart teruggevraagd voor een nieuwe stint op Building 429's Truth, Hope & Love Tour, dit keer met onder meer Above the Golden State. In februari werd de band genomineerd voor een Grammy Award tijdens de 51e ceremonie.
Voor de Dove Awards van 2009 werd After Edmunds' debuutpublicatie Hello genomineerd in de categorie «Best Rock/Contemporary Album». Tijdens de prijsuitreiking in april 2009 reikte de band drie prijzen uit, waaronder twee voor The Blind Boys of Alabama en de prijs voor Reuben Morgan voor zijn nummer Mighty to Save. De band trad op tijdens meerdere muziekfestivals in de zomer van 2009. Op 6 oktober bracht After Edmund een combinatie van live dvd en ep uit met de titel Spaceships and Submarines: The Lively Sessions. Het videogedeelte bevat een live optreden in de studio van vier niet eerder uitgebrachte nummers, drie van hun eerste plaat Hello en twee instrumentale nummers. De audio van de nummers is beschikbaar gemaakt via een downloadbare versie die bij de dvd wordt geleverd. Naast deze twee zijn er een sticker en miniposter in beperkte oplage beschikbaar gekomen. In de rest van oktober voegde de band zich bij Lecrae, Mikeschair, Sho Baraka en Tedashii tijdens de Altered Minds Tour. Samen speelden ze concerten over de hele oostkust, het middenwesten en de zuidelijke Verenigde Staten. After Edmund-lid Matt Yates (keyboard, zang) besloot om de band per 1 mei 2010 te verlaten om meer tijd met zijn gezin door te brengen.
Op 1 juli 2010 bracht After Edmund de nieuwe single Dance Like You're From the Future op hun website uit voor een gratis download. Het was de eerste publicatie van hun aanstaande, onaangekondigde publicatie. Op 1 augustus brachten ze op YouTube een virale video uit voor de single. De single oogstte lovende kritieken van zowel fans als critici. Al snel na het uitbrengen van de single maakte de band een korte minitournee door Texas en het zuidoosten. Meteen daarna gingen ze terug naar de studio om zich als eerste in hun volgende publicatie te verdiepen. Ze brachten talloze maanden door met schrijven en opnemen in hun studio in LaGrange. Ze brengen de reeks videoblogs After Edmund: In The Studio uit op het YouTube-kanaal van de band.
Op 1 december werd officieel aangekondigd dat hun nieuwste creatie een dubbele ep-set zou zijn met de titel Times Have Changed. De ep's zouden afzonderlijk worden uitgebracht, waarvan de eerste (Times Have Changed EP no. 1) beschikbaar werd op 1 februari via digitale distributie en bij concerten van de band. Het was volledig onafhankelijk en gratis geschreven, opgenomen en geproduceerd door de band. Gecombineerd met de aankondiging, begon de band ook aan hun jaarlijkse weggeefactie voor de kerstkaart, waarin elke fan die dat wil een postkaart met een After Edmund/kerstthema kan ontvangen, ondertekend door de band. Het tweede nummer Monster van de ep Times Have Changed EP No. 1 werd op 1 januari beschikbaar gemaakt voor streaming via Myspace en de Facebook fanpagina van de band. Dit was de eerste van een reeks van 30 dagen aan geplande contentpublicaties, die ze aan hun fans zouden teruggeven. De volgende maand zou de band verschillende dingen weggeven, variërend van After Edmund desktops wallpapers tot videoblogs en gitaartabs.
In de loop van januari waren er verschillende andere aankondigingen gedaan over onbeantwoorde vragen over de toekomst. Een daarvan was een bevestiging van toenemende vermoedens dat de nieuw gevonden toerende toetsenist Austin Abbott, een officieel lid van de band was geworden. De band bracht in april 2013 het album Art and Commerce uit. After Edmund kondigde ook hun aanstaande plannen aan om in maart en april met Fireflight te gaan toeren op hun Overcome Tour. Samen zouden de bands shows spelen in Seattle, Los Angeles en andere delen van het land. Op 15 januari 2015 kondigde de band via hun Facebook-pagina aan dat ze niet langer een tourneeband waren en kondigden zo officieel hun ontbinding aan.

## Discografie

### Studioalbums
- 2008: Hello (Slanted Records)
- 2013: Art and Commerce

### Ep's
- 2009: Spaceships and Submarines: The Lively Sessions (ep)
- 2011: Times Have Changed ep
- 2012: Strange Education ep

### Singles
- Like a Dream
- Fighting for Your Heart
- Clouds